# Chrysometa monticola
Chrysometa monticola är en spindelart som först beskrevs av Eugen von Keyserling 1883.  Chrysometa monticola ingår i släktet Chrysometa och familjen käkspindlar.
Artens utbredningsområde är Peru. Inga underarter finns listade i Catalogue of Life.